# Aleksandar Maričić
Aleksandar Maričić je srpski pisac. Rođen je 18. maja 1979. godine u Ivanjici.
Diplomirao je na Geografskom fakultetu u Beogradu 2004. godine. Svoj prvi roman Janičar napisao je 2018. godine.

## Dela
| dela                  | godina | objavljena | žanr                                     | prvo izdanje |
| --------------------- | ------ | ---------- | ---------------------------------------- | ------------ |
| Janičar               | 2018.  | da         | drama, istorijski                        | 2020.        |
| Izlet u budućnost     | 2021.  | da         | dečji, avanturistički, naučna fantastika | 2021.        |
| Srbi u Deadwoodu      | 2020.  | ne         | istorijski, avantura, komedija           |              |
| Don Pedro od Stona    | 2020.  | ne         | istorijski, avantura, komedija           |              |
| Beogradski vampir     | 2020.  | ne         | drama, horor                             |              |
| Intervju s diktatorom | 2021.  | ne         | politička monodrama                      |              |
| Arakum                | 2022.  | da         | kratka priča, epska fantastika           | 2022.        |

### Janičar
Roman "Janičar" napisan je 2018. godine i obrađuje temu danka u krvi i sudbine dece odvedene u Tursku. Na konkursu "Čitalački maraton" u organizaciji izdavačke kuće "Klett" rukopis je 2019. godine ušao u najuži izbor. U ukupnom polasmanu, bio je drugoplasirani roman i štampan je naredne godine ( 2020).

### Izlet u budućnost
Na istom konkursu ("Čitalački maraton") koji je održan 2021. godine, Aleksandar Maričić se ponovo prijavljuje sa romanom za decu i mlade "Izlet u budućnost". I ovoga puta rukopis ulazi u najuži izbor. Kao trećeplasirani, roman je publikovan decembra iste godine ( 2021)